# Hans Grieder
Hans Grieder (* 12. November 1901 in Basel; † 31. Oktober 1995 in Arbon) war ein Schweizer Turner.
Grieder machte seine ersten turnerischen Versuche und Übungen im «Bürgerturnverein Basel». Aus beruflichen Gründen zog er 1924 nach Arbon, wo er sich bald mit Emma († 1948), geborene Paul verheiratete. Zusammen hatten sie zwei Söhne. 
Bereits bei den Olympischen Spielen 1924 in Paris errang Grieder im Mannschaftswettkampf zusammen mit August Güttinger, Jean Gutweninger, Georges Miez, Otto Pfister, Antoine Rebetez, Carl Widmer und Josef Wilhelm Bronze. Am dritten Eidgenössischen Kunstturnertag 1927 in Zürich gewann Grieder die Goldmedaille.
Bei den Olympischen Spielen 1928 in Amsterdam gewann Grieder zusammen mit August Güttinger, Hermann Hänggi, Eugen Mack, Georges Miez, Otto Pfister, Eduard Steinemann, Melchior Wezel den Mannschaftsmehrkampf im Geräteturnen.
An den Kunstturnweltmeisterschaften 1934 in Budapest errang Grieder mit der schweizerischen Mannschaft eine weitere Goldmedaille. Dabei erturnte Grieder in Paris wie in Amsterdam die beste Kür Note am Reck.
Grieder war technischer Leiter des «Thurgauischen Kunstturnerverbandes» und durfte 1989 in Basel an einer Feierstunde für die 204 Olympiamedaillengewinner die Ehrennadel entgegennehmen.